# Skunk (cannabis)

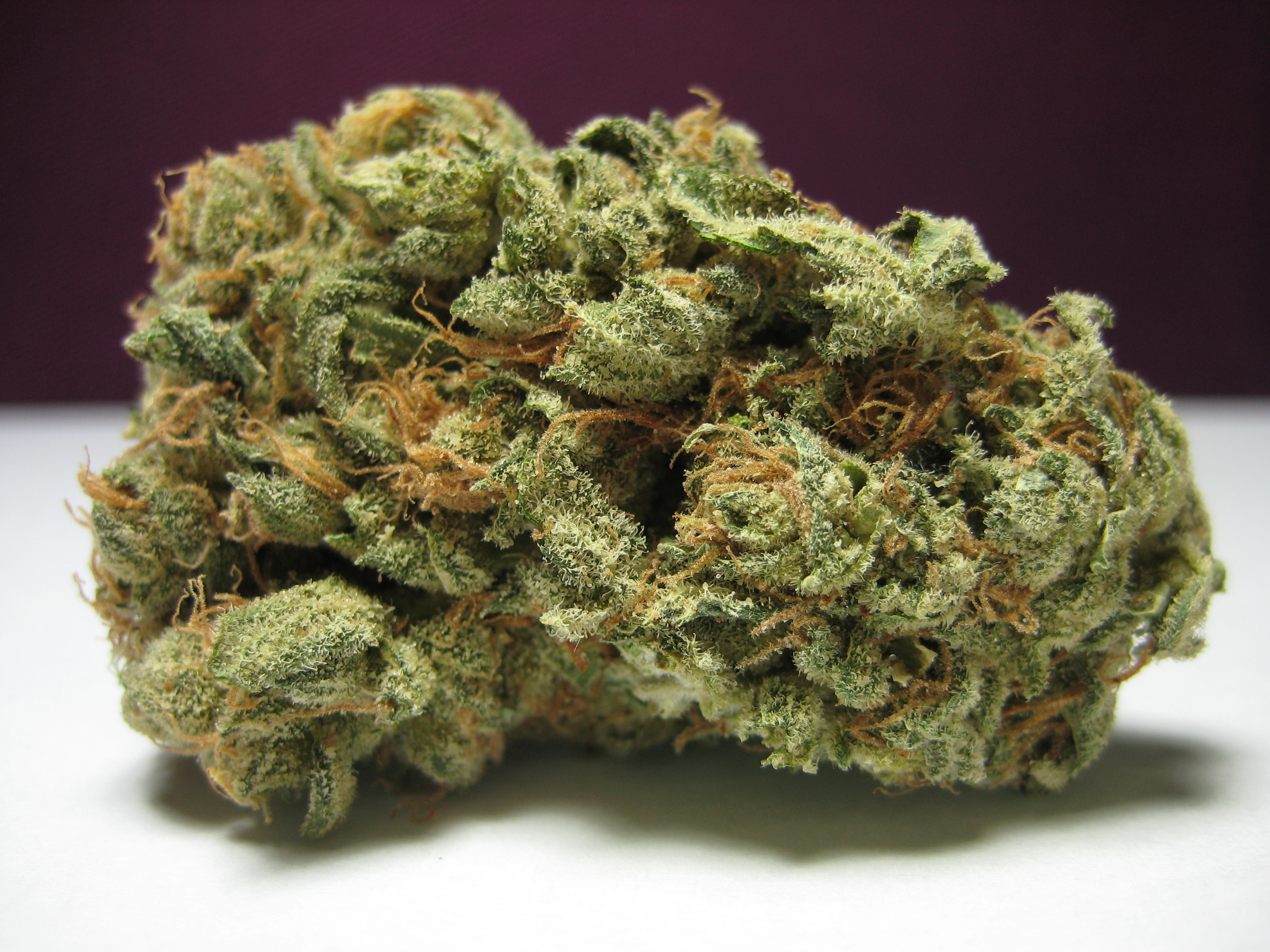
Infiorescenza di Super Skunk

La skunk è una varietà di Cannabis creata negli anni '80 ibridando alcune varietà  già al tempo esistenti. La skunk è incrocio sativa/indica, a volte "indica dominante" (bassa e robusta effetto corporeo) a volte "sativa dominante" (alta e delicata effetto cerebrale). 
È ottenuta fondendo le linee native del Messico (Acapulco gold), della Colombia (Colombian gold) e dell'Afghanistan e fu introdotta sul mercato a metà degli anni ottanta, vincendo la prima edizione della Cannabis Cup. È attualmente una delle varietà più diffuse al mondo, la sua produzione di THC è media (15-25%) e possiede un odore molto pungente. La parola "skunk" in inglese vuol dire appunto "puzzola".
È ultimamente salito agli onori della cronaca un particolare tipo di hashish denominato "hashish skunk", dall'alto contenuto di THC, ma da non confondere con la "cannabis skunk", di contenuto decisamente inferiore.
Il prof. Leslie Iversen, farmacologo all'Università di Oxford, afferma che la credenza diffusa che la skunk sia 20 o 30 volte più potente delle vecchie varietà "è semplicemente falsa, arrivando al massimo e solo in alcuni casi al 15-25% THC". Nel settembre 2007, il quotidiano The Guardian pubblica studi medici che confermano l'affermazione del professore farmacologo.